# Кульчановський Микола Миколайович
Микола Миколайович Кульчановський (позивний — Ефіоп; 13 листопада 1985, Краснодон — 26 квітня, 2025) — український колабораціоніст з Росією, воєначальник терористичної організації ЛНР.

## Біографія
Народився 13 листопада 1985 року у місті Краснодоні Луганської области. Закінчивши місцеву школу, вступив до ЛНУ імені Шевченка на спеціальність «Фізичне виховання та спорт». Працював в охороні, гірником на шахті.
Влітку 2014 року з початком війни на сході України став воювати на боці російсько-терористичних бандформувань під позивним «Ефіоп», вступив до складу «6-го козачого полку імені Матвія Платова». Починав рядовим бойовиком-піхотинцем, остання відома посада — командир танкової роти.
У 2022 році брав участь у боях за Попасну під час повномасштабного російського вторгнення в Україну. Також воював за Лисичансько-Сєвєродонецьку агломерацію. Ліквідований 26 квітня 2025 року. Похований в Сімейкиному.

## Нагороди
- Герой Луганської Народної Республіки (16 березня 2022, медаль «Золота Зірка» № 002)